# 부천대학교
부천대학교(富川大學校, Bucheon University)는 대한민국 경기도 부천시 원미구에 위치한 사립 전문대학이다.

## 역사
부천대학교는 1978년 12월 28일, 학교법인 한길학원의 한항길에 의하여 부천공업전문대학이 설립되었다. 이듬해 3월 8일 개교하였다. 1990년 11월, 부천전문대학으로 교명을 변경한다. 1997년 10월, 학교 부속 도서관인 몽당도서관을 개관했고, 이듬해 4월 부천대학으로 교명을 변경한다. 2011년 12월 부천대학교로 교명을 변경하였다. 2018년, 부천시 일대에 소사캠퍼스를 개교했다.

## 교육편제
부천대학교는 사립 전문대학으로서, 전문학사 학위 과정을 편제하고 있다. 공학, 인문사회, 자연과학, 예체능 등 4개 계열을 자체 설정하고 하위로 학과를 편제하고 있다. 한편, 일부 전공의 경우 계약학과로 설정하여 별도로 편제하고 있다.

### 본캠퍼스
부천대학교 본캠퍼스는 공학, 인문사회, 자연과학, 예체능 4개 계열 아래 22개 학과가 편제되어 있다.

### 소사캠퍼스
부천대학교 소사캠퍼스는 공학, 인문사회, 자연과학 3개 계열 아래 7개 학과가 편제되어 있다.

## 교육 방침상의 특징

### 국제 교류
부천대학교는 13개국 53개교와 결연을 맺고 교류하고 있다. 다음은 부천대학교가 교류하고 있는 대표적인 대한민국외 대학 일람이다.
- 러시아 태평양국립대학교
- 중국 산둥 대학

## 위상
부천대학교는 정보통신부 주관 정보통신 우수대학에 선정된 적이 있으며, 대한민국 교육부 주관 특성화 우수대학으로도 선정되었다. 2001년 교육인적자원부 주관 특성화 프로그램 우수대학에 선정되고 2004년에 이르기까지 특성화사업 3년 연속 지원대학으로 선정되었다. 2007년 교육인적자원부 전공심화과정 최다 학과, 최대 인원 인가 학교이다.
2021년 4차산업 혁명 수요기반 융복합 교육혁신, 산학친화형 환경조성, 데이터 기반 학생 맞춤 지원으로 대학기본역량 진단 자율개선대학 선정 및 전문대학 혁신지원사업 최우수 'A'등급을 획득했다.

## 사진

### 건물외관 및 주변사진

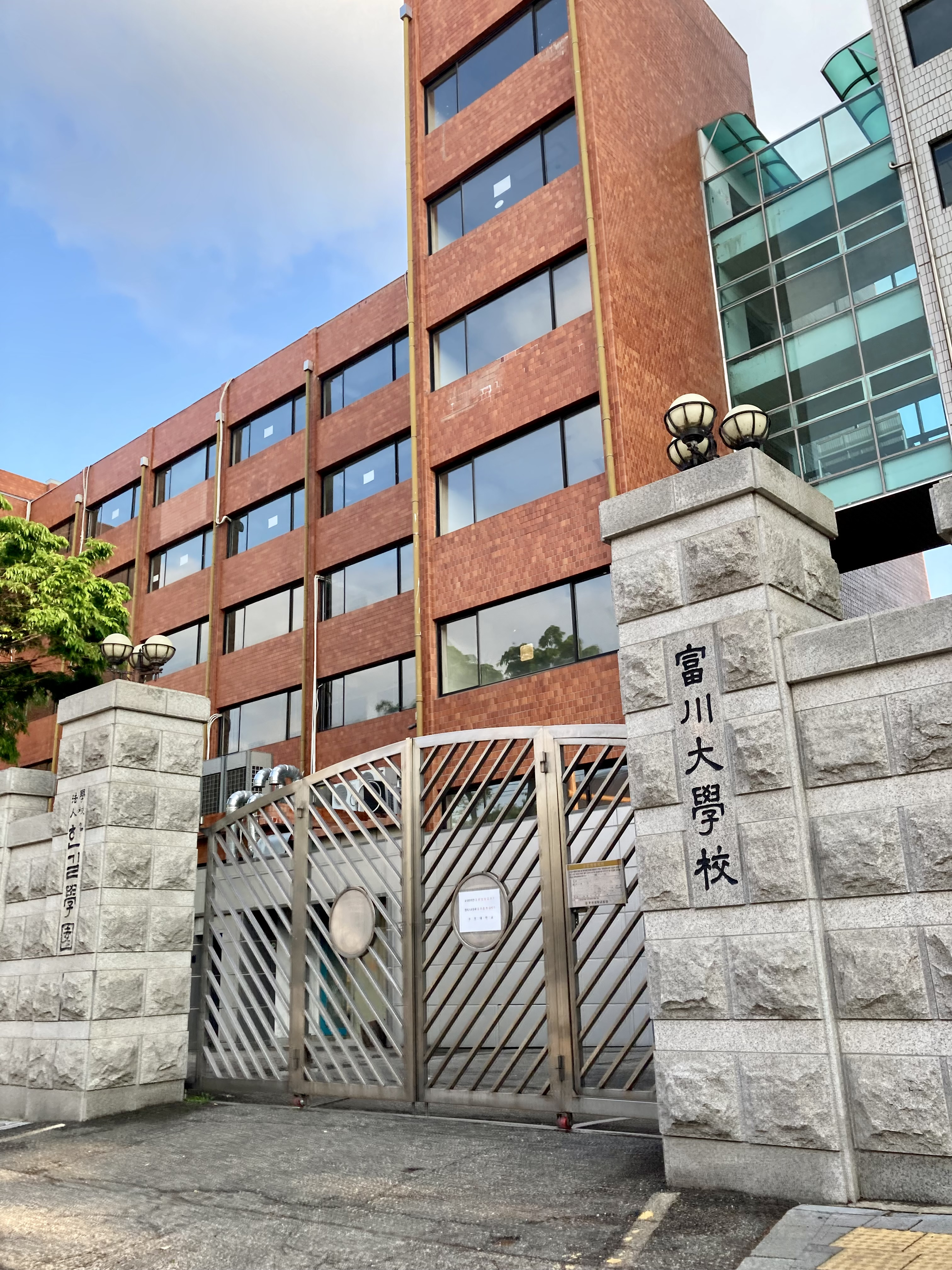
부천대학교 후문
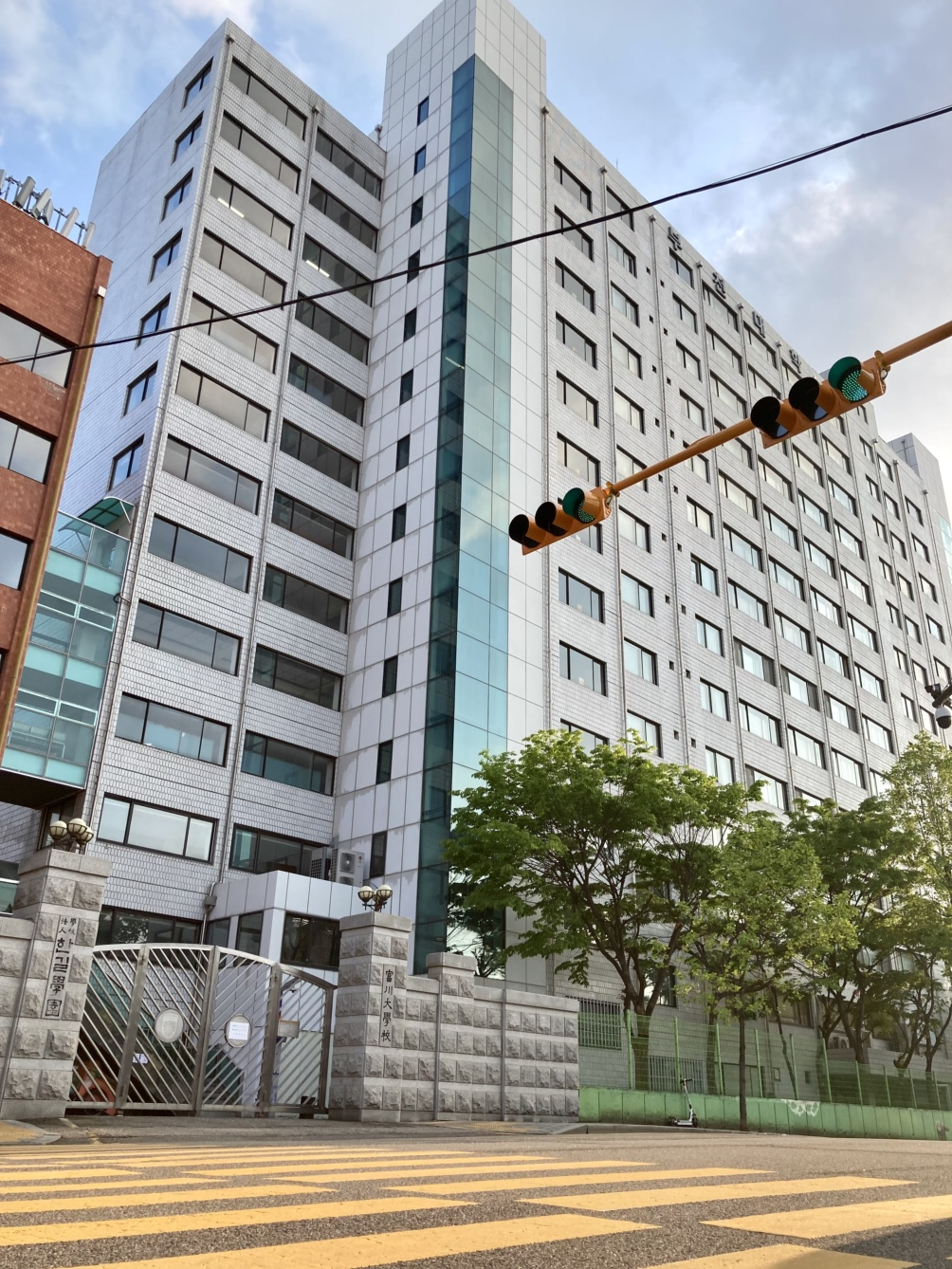
부천대학교 외관
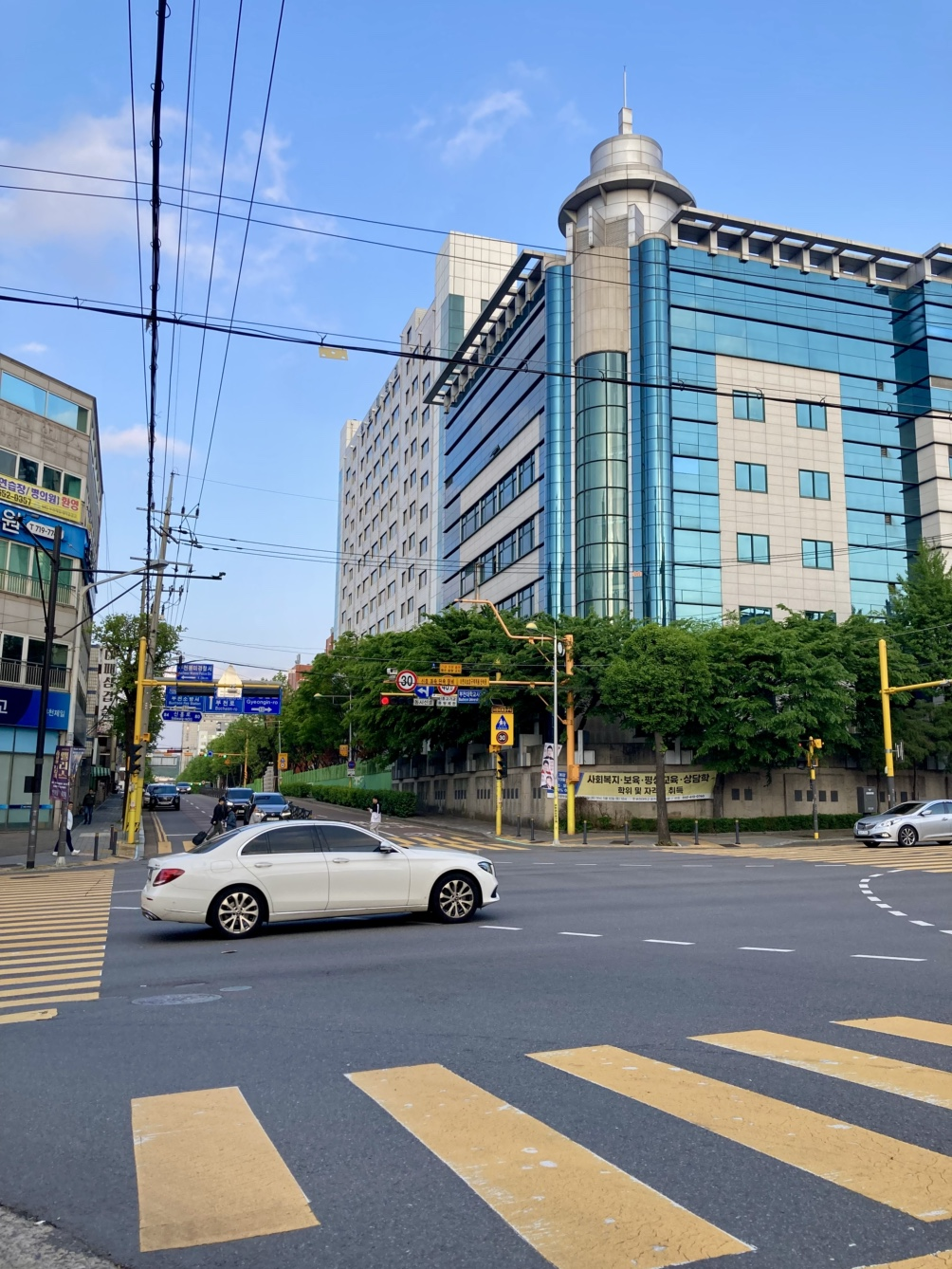
부천대학교사거리(장말로 교차)
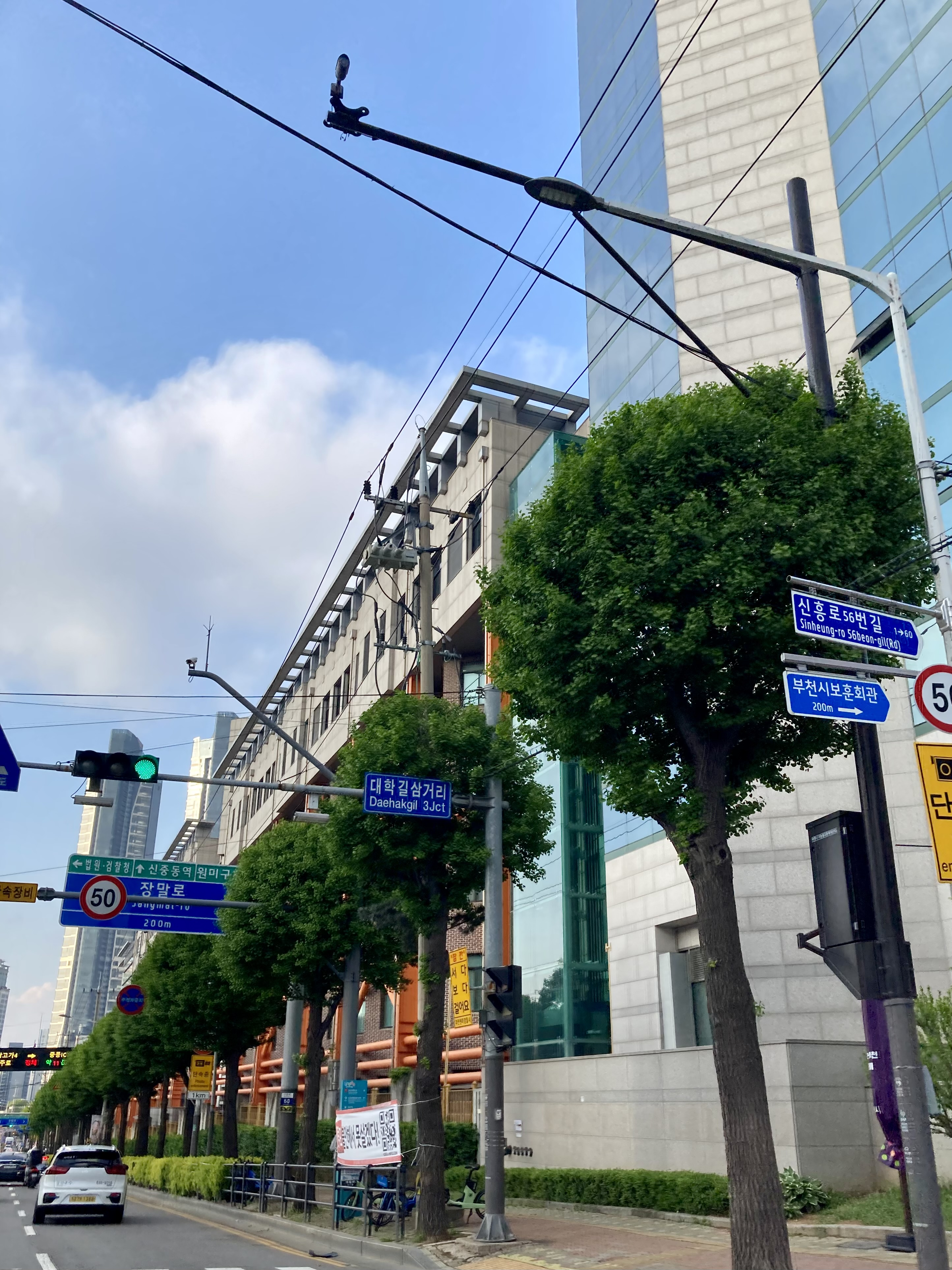
부천대학교 신흥로(몽당도서관 측면)
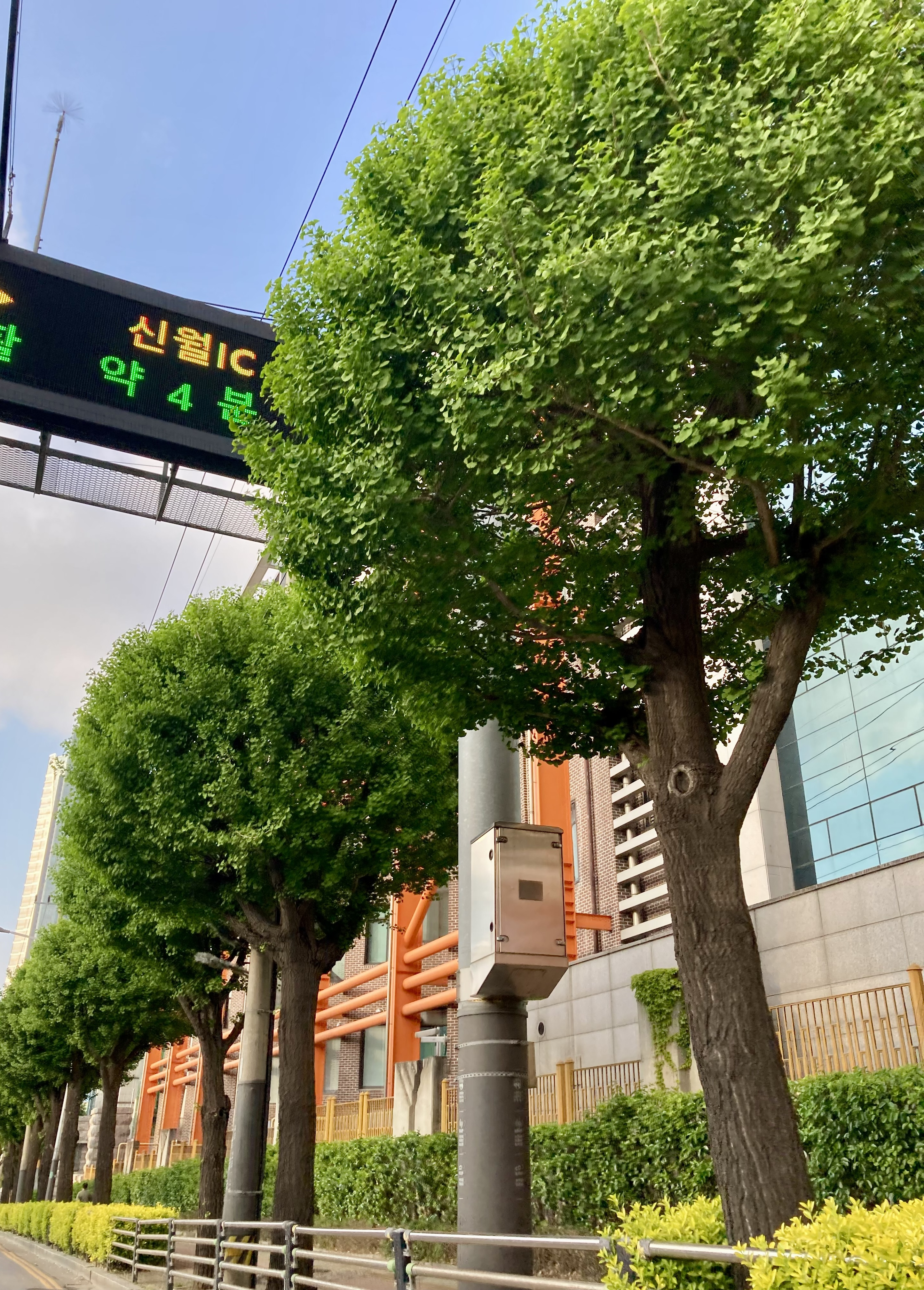
부천대학교 신흥로, 신흥로56번길(대학길삼거리)
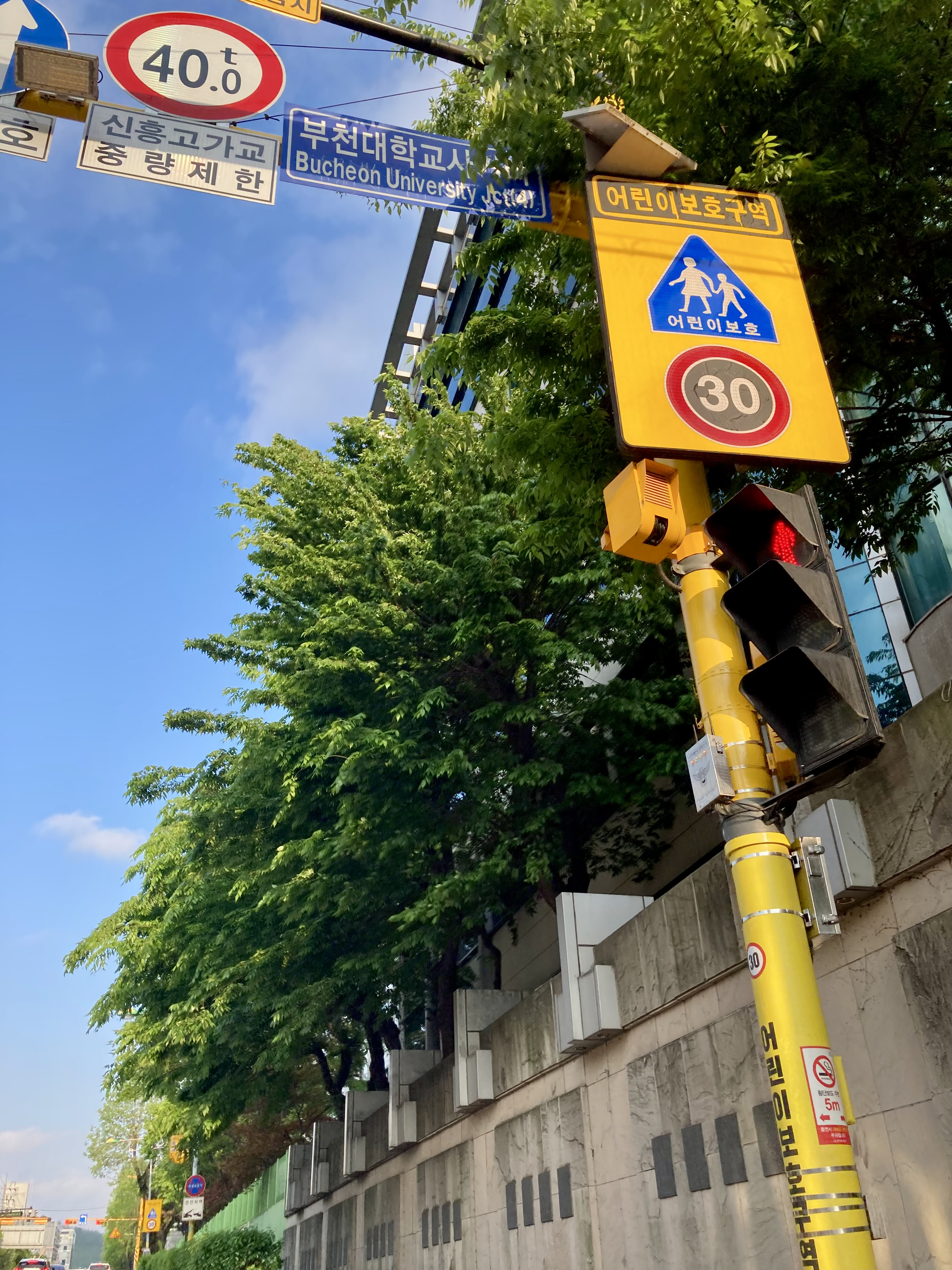
부천대학교사거리(신흥로-장말로 교차구간)

### 특색거리: 부천대학로 (장말로352번길)

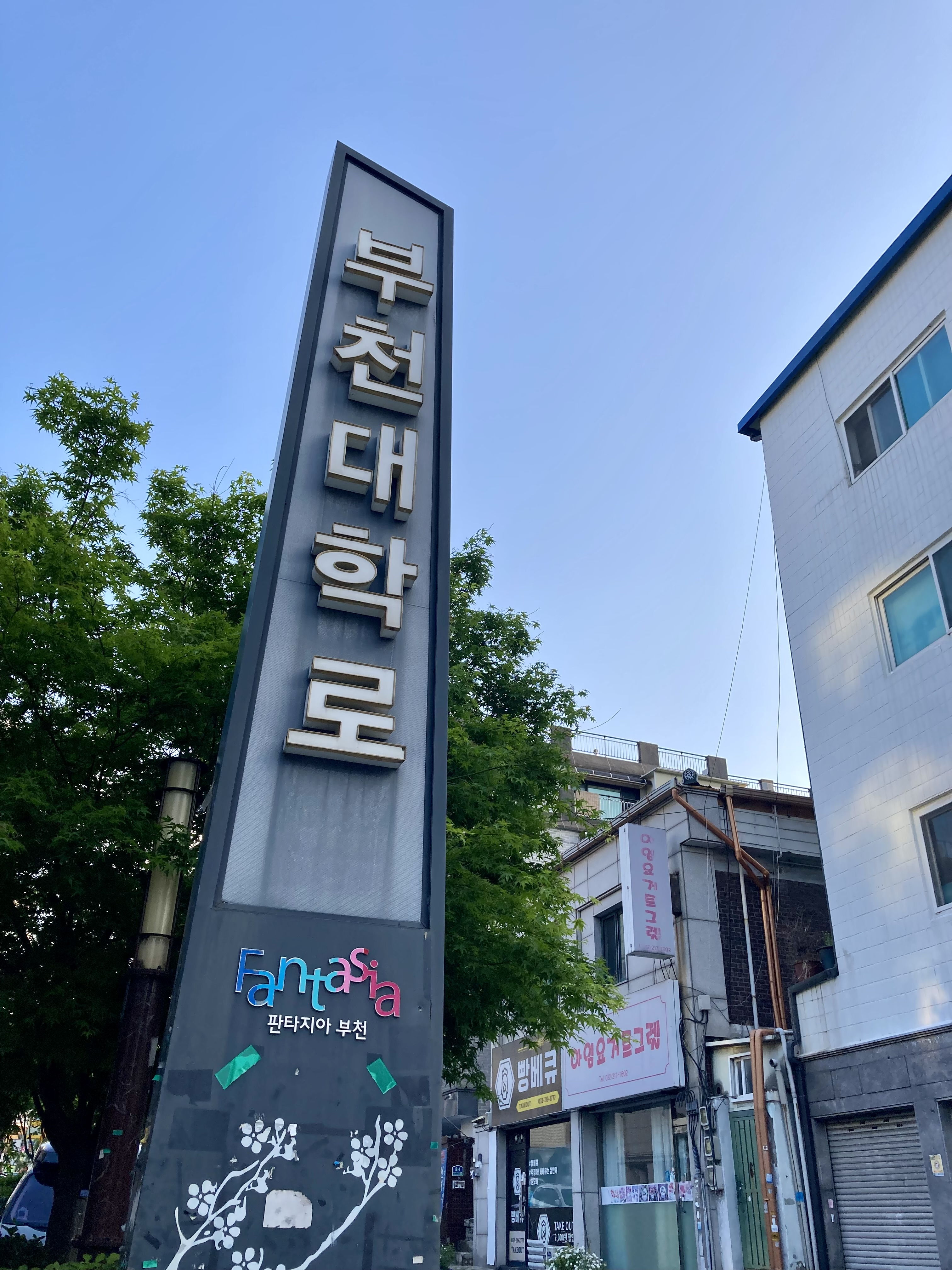
부천대학로(부천대학교의 대학로, 장말로 352번길)
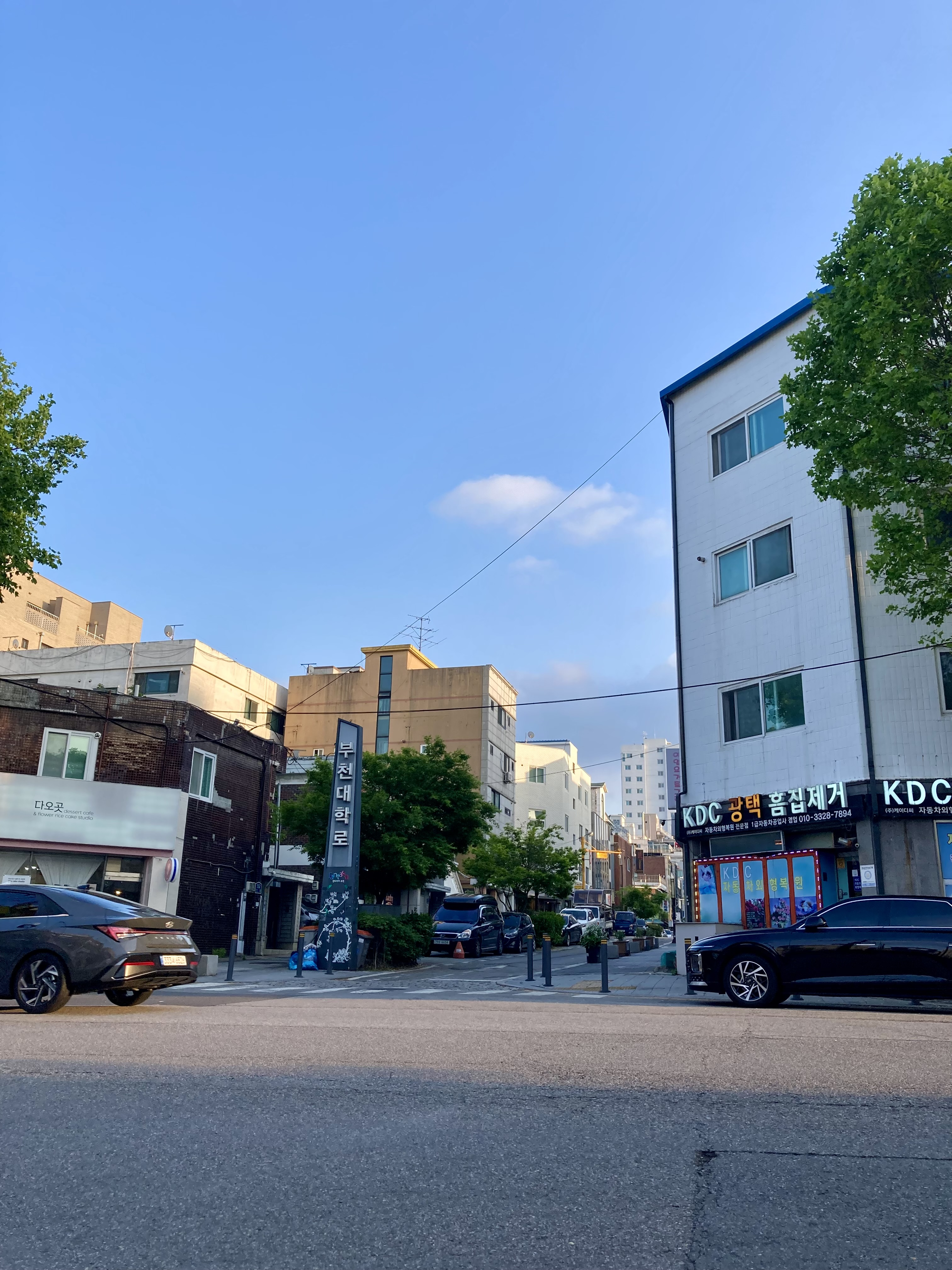
부천대학로(부천대학교의 대학로, 장말로 352번길)
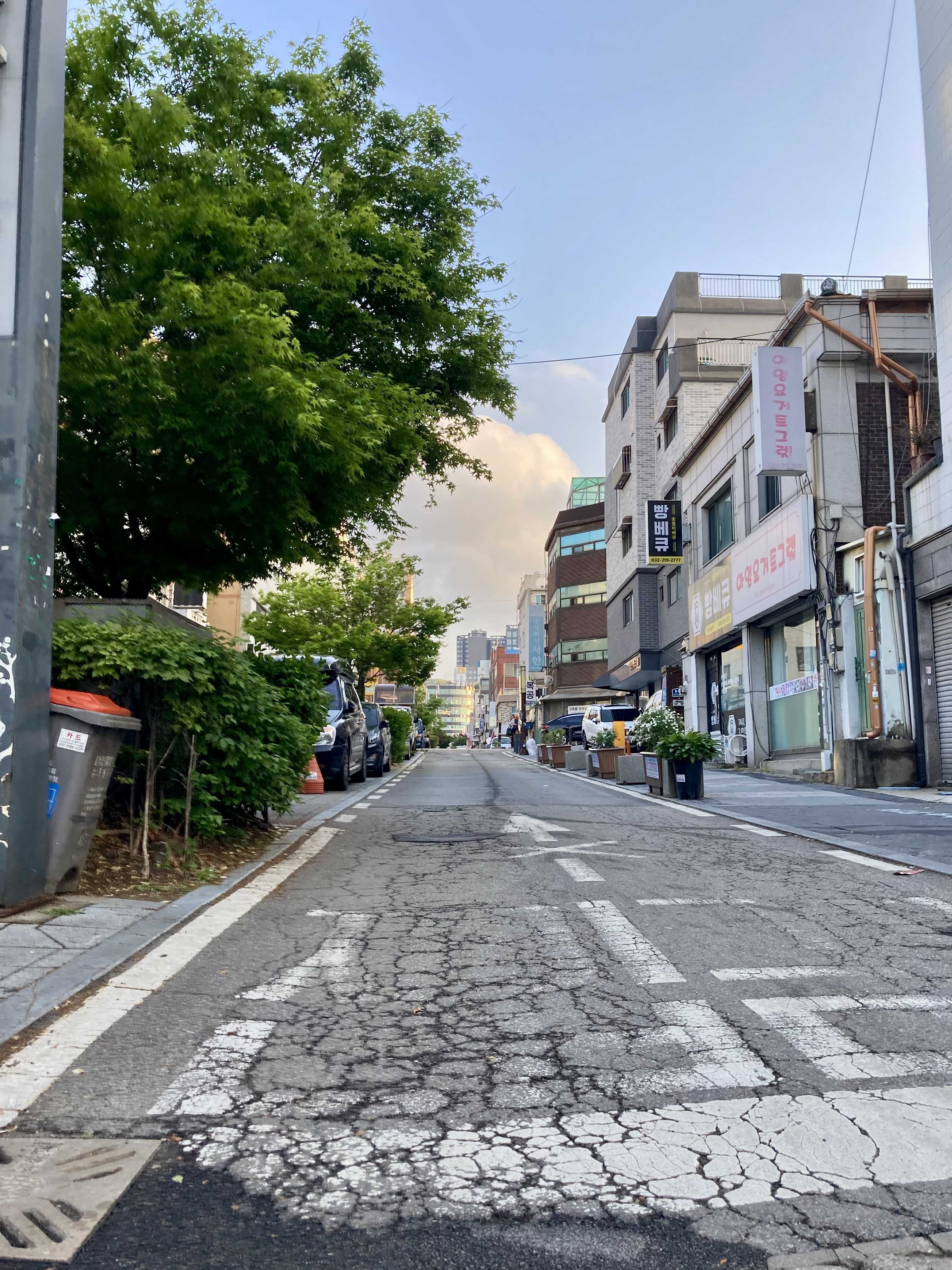
부천대학로(부천대학교의 대학로, 장말로 352번길)

## 같이 보기
- 대한민국의 교육